# Séverine Caneele
Séverine Caneele, née le 10 mai 1974 à Neuve-Église, est une actrice belge.

## Filmographie
- 1999 : L'humanité de Bruno Dumont : Domino
- 2002 : Une part du ciel de Bénédicte Liénard : Joanna
- 2004 : Quand la mer monte... de Yolande Moreau et Gilles Porte : La femme de chambre
- 2004 : Holy Lola de Bertrand Tavernier : Patricia
- 2017 : Rodin de Jacques Doillon : Rose Beuret

## Distinctions
- Prix d'interprétation féminine (ex æquo avec Émilie Dequenne) au Festival de Cannes 1999 pour L'humanité